# Lessebo (plaats)
Lessebo is de hoofdplaats van de gemeente Lessebo in het landschap Småland en de provincie Kronobergs län in Zweden. De plaats heeft 2623 inwoners (2005) en een oppervlakte van 337 hectare.
De plaats ligt tussen de meren Läen en Öjen.
In Lessebo ligt de meer dan honderd jaar oude papiermolen Lessebo Handpappersbruk, dit is de enige papiermolen in Zweden waar vandaag de dag nog steeds met de hand papier wordt gemaakt.

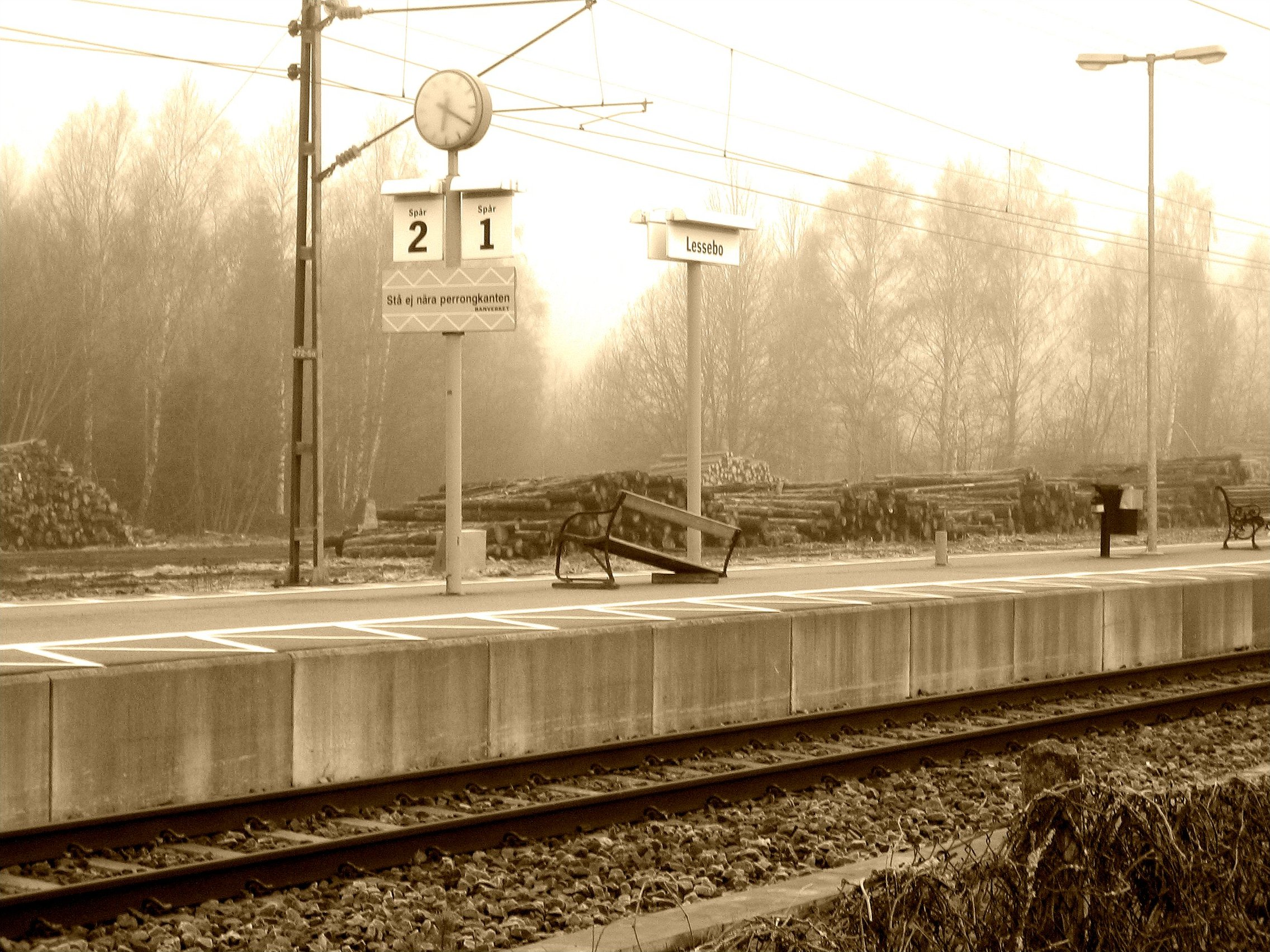
Station van Lessebo
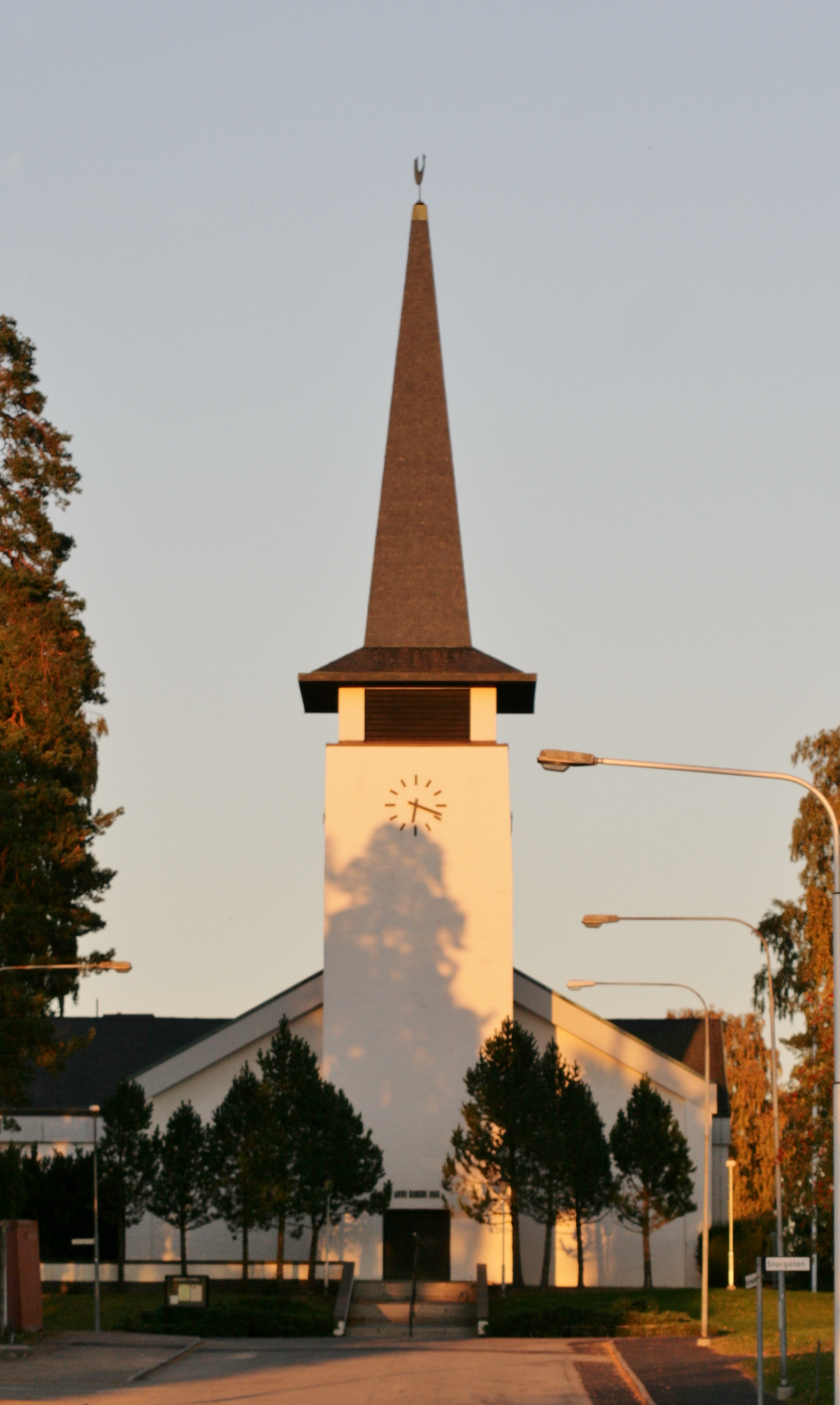
Kerk in Lessebo
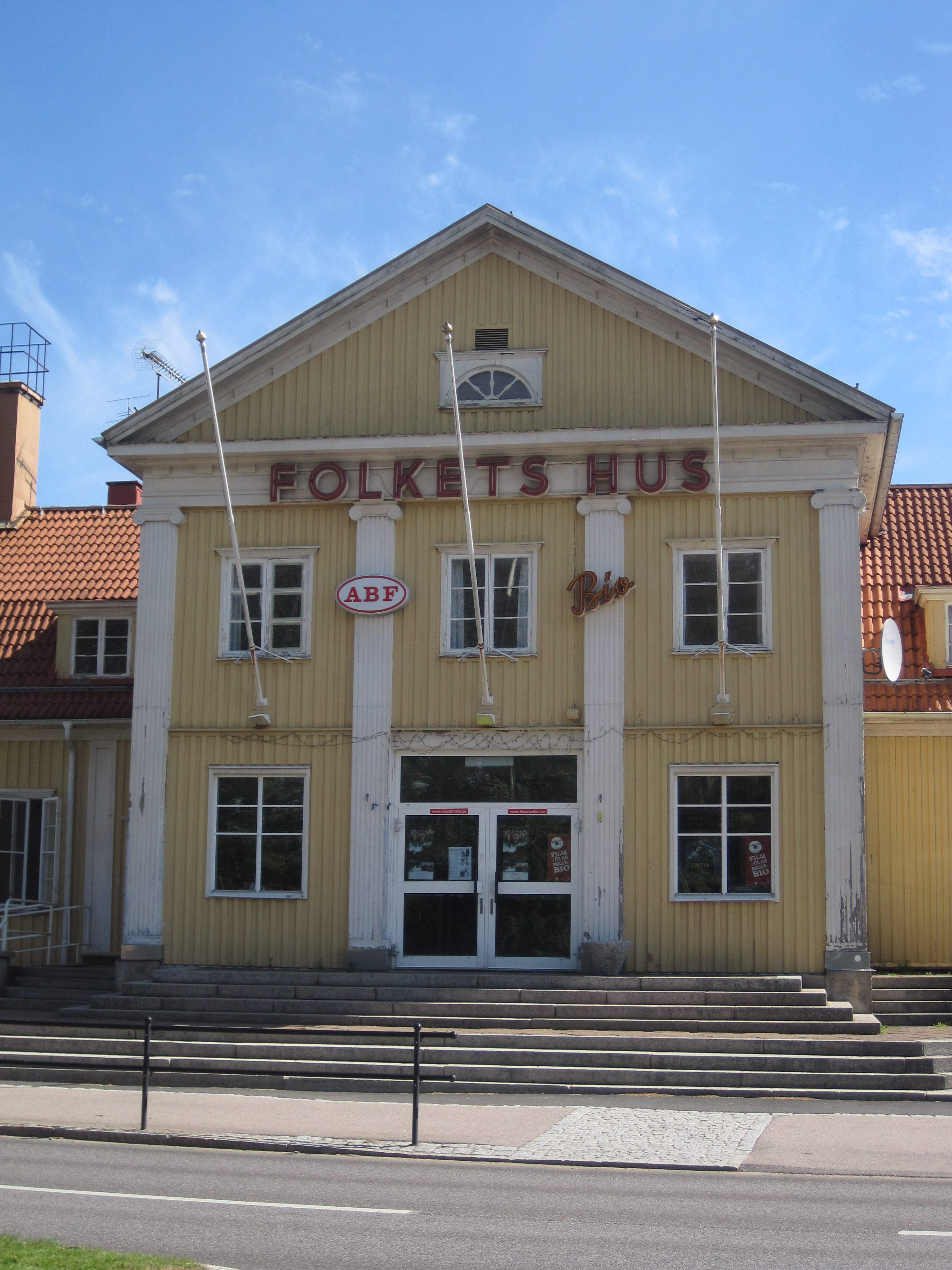
Dorpshuis

## Verkeer en vervoer
Bij de plaats loopt de Riksväg 25.
De plaats heeft een station op de spoorlijn Göteborg - Kalmar / Karlskrona.